# 877 هـ
877 هـ هي سنة في التقويم الهجري امتدت مقابلةً في التقويم الميلادي بين سنتي 1472 و1473.

## وفيات
- علاء الدين علي الطوسي
- علي النباطي العاملي